# Han Ga-in
Han Ga-in (* 2. Februar 1982 in Seoul; wirklicher Name: Kim Hyeon-ju) ist eine südkoreanische Schauspielerin.
Sie ist seit 2005 mit dem Schauspieler Yeon Jung-hoon verheiratet. Im April 2016 brachte sie eine Tochter zur Welt.

## Filmografie

### Filme
- 2004: Once Upon a Time in High School (말죽거리 잔혹사)
- 2012: Architecture 101 (건축학개론)

### Fernsehserien
- 2002: Sunshine Hunting (햇빛 사냥 Haetbit Sanyang, KBS2)
- 2003: Comedy Town (SBS)
- 2003: Yellow Handkerchief (노란 손수건 Noran Sonsugeon, KBS)
- 2004: Terms of Endearment (KBS2)
- 2005: Super Rookie (신입사원, MBC)
- 2006: Dr. Kkang (닥터 깽, MBC)
- 2007: Witch Yoo-hee (마녀유희, SBS)
- 2010: Bad Guy (나쁜 남자, SBS)
- 2012: Moon Embracing the Sun (해를 품은 달, MBC)